# Estat de Yan

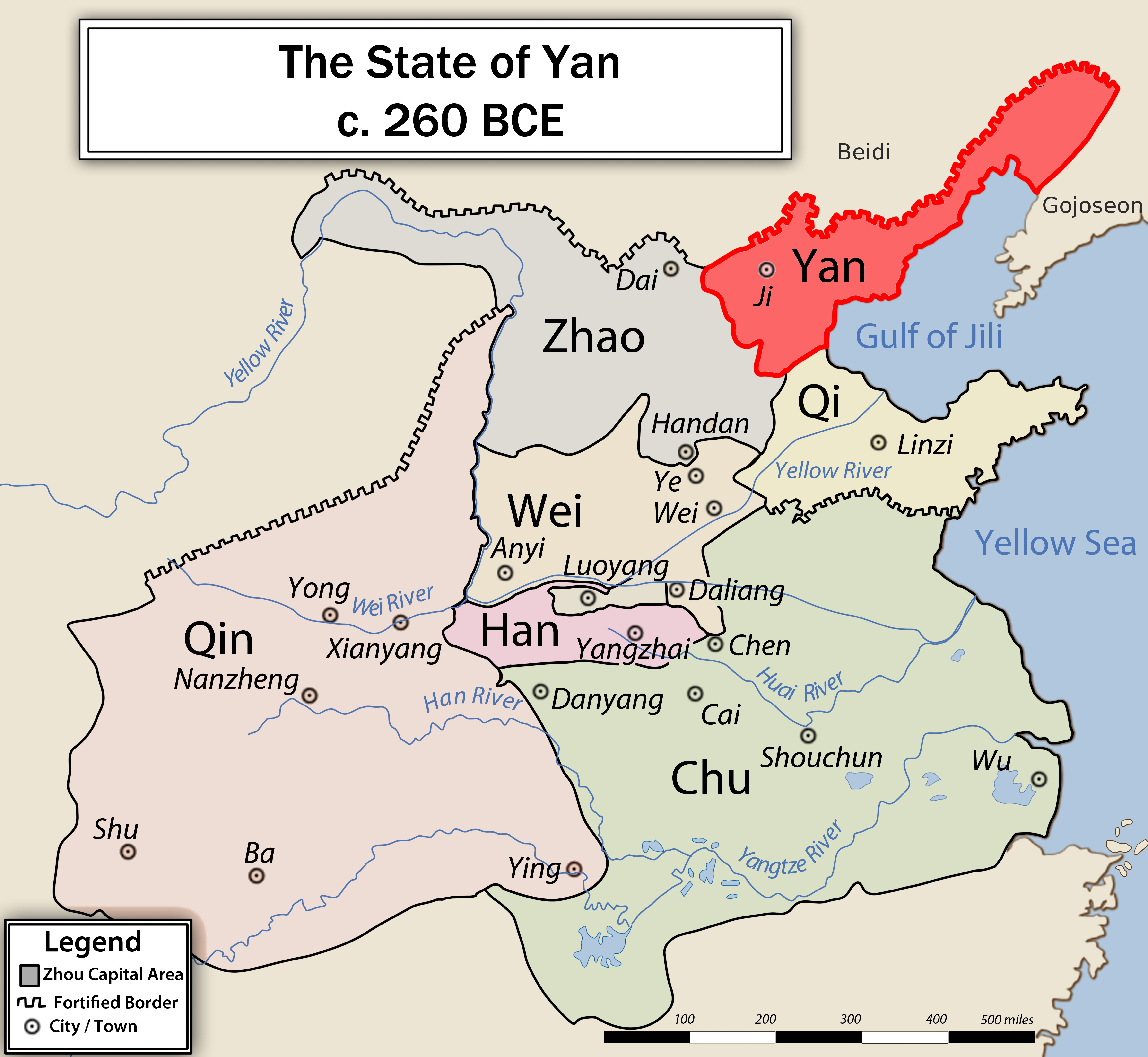
L'Estat de Yan vers el 260 aC

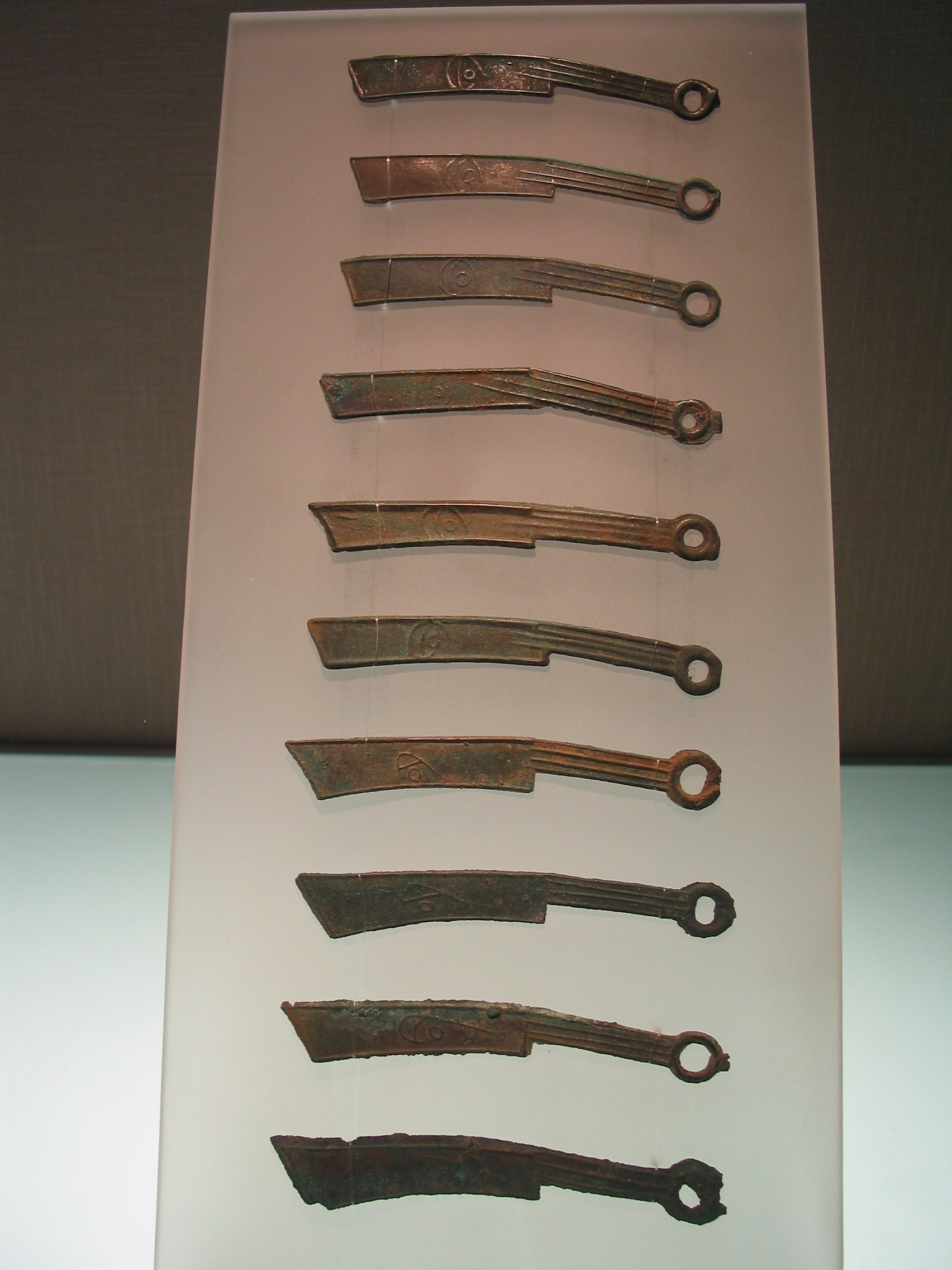
El ganivet de diners de l'Estat de Yan ha estat trobat a Beijing, Tianjin, Hebei, Shanxi, Shandong, Henan, Mongòlia Interior, Liaoning, Jilin, Shaanxi, Corea del Sud, Kyūshū i Naha.

Yan (xinès tradicional: 鉅郾邦, 燕國, xinès simplificat: 鉅郾邦, 燕國) va ser un estat durant els períodes de Zhou de l'Oest, Primaveres i Tardors i els Regnes Combatents de la Xina.
Segons els Registres del Gran Historiador de Sima Qian, quan el rei Wu de Zhou va deposar el rei Zhou de Shang a la batalla de Muye el 1046 aC va conferir títols als nobles del seu domini, inclosos els governants dels Yan. En algun moment del segle VII aC a finals de Zhou de l'Oest o principis de Zhou de l'Est, Yan va absorbir l'estat de Ji, un regne més petit al nord i va traslladar la seva capital a Ji (avui dia Beijing, també coneguda com a Yanjing, "capital de Yan"). Durant el període dels Regnes Combatents, la capital també se traslladà de vegades a la capital del sud Xiadu, la qual era la ciutat més gran en termes d'àrea del moment. Durant els primers anys de la Dinastia Zhou, Yan va estar situat a prop del riu Groc, però després de la fallida revolta encapçalada pels líders de la Dinastia Shang, el feu es va traslladar més al nord (en el que ara és la Província de Hebei) per aturar les incursions dels nòmades Beidi del nord. Les fronteres de Yan eren aproximadament en forma horitzontal, estenent-se des de les muntanyes de la Província de Shanxi fins a la península de Liaodong. Com la majoria dels estats xinesos nord-orientals durant aquest període, Yan va patir diverses invasions dels pobles del que avui en dia és Mongòlia.
Una crisi de successió va esclatar a Yan en 325 aC quan el rei Kuai de Yan va renunciar simbòlicament al seu tron a favor del seu ministre Zi Zhi per demostrar la seva humilitat i el ministre en va aprofitar i es va apoderar del poder. En 323 aC Han, Wei, Yan, i Zhao es van aliar i els seus sobirans es van reconèixer mútuament com a reis. El 323 aC Yan va intentar fallidament envair Gojoseon. Els aliats, liderats pel general Zhao Pang Nuan van atacar Qin però van ser derrotats el 318 aC a la batalla de Hangu al pas estratègic de Hangu.
Yan estava debilitat per la guerra civil i en 314 aC Xuan de Qi va envair Yan i en pocs mesos va conquerir pràcticament tot el país i matant Zi Zhi i Kuai, però una revolta als territoris conquerits va fer retirar les tropes i es van restaurar les fronteres de Yan. El nou rei de Yan, el rei Zhao de Yan, va conspirar amb Zhao, Qin, Han i Wei per fer una expedició conjunta contra Qi dirigida pel brillant tàctic Yue Yi, va tenir un gran èxit i en un any la majoria de les setanta ciutats emmurallades de Qi havien caigut, amb l'excepció de Zimu i Lu. Tanmateix, amb la mort del rei Zhao i l'expulsió de Yue Yi a Zhao pel nou rei, el rei Wei de Yan, el general Tian Dan va aconseguir recuperar totes les ciutats dels 5 regnes. La guerra civil afectava l'equilibri de poder entre Gojoseon i Yan, augmentant la tensió entre els dos estats fins que l'any 300 el general Qin Kai va derrotar els Donghu i va conquerir la península de Liaodong a Gojoseon.
L'any 227 aC, amb les tropes Qin a la frontera de Yan després del col·lapse de Zhao amb les guerres d'unificació de Qin, el príncep hereu Dan va enviar Jing Ke amb l'esperança d'acabar amb l'amenaça Qin però l'assassí va morir a Xianyang en l'intent a mans de Qin Shi Huangdi. Sorprès i enfurismat, el rei de Qin va demanar a Wang Jian que destruís Yan, que va aixafar l'exèrcit Yan i els reforços de Dai al riu Yi. Wang Jian i el seu fill Wang Ben van capturar la capital Ji en 226 aC i el rei Ji Xi va fugir a la península de Liaodong. Li Xin va perseguir els Yan en retirada fins al riu Yan, on va destruir la major part de l'exèrcit. Més tard, el rei Xi va ordenar l'execució del príncep hereu Dan i va enviar el cap del seu fill a Qin com a "apologia" per l'intent d'assassinat. Qin va acceptar la "disculpa" i no va atacar Yan durant els tres anys següents. L'any 222 aC, Liaodong va caure també i en ser el tercer estat que va caure, amb la seva destrucció es va segellar el destí dels dos regnes restants. L'any 221 aC, Qin va conquerir tota la Xina, posant fi al període dels Estats Combatents i fundant la dinastia Qin.